# Фламандска низина
Фламандската низина е низина в Западна Европа, в най-западната част на Средноевропейската равнина. Обхваща северозападната част на Белгия и съседни части на Нидерландия и Франция.
На северозапад тя достига Северно море, а на север – устието на река Схелде. На изток преминава в гористата низина Кемпен, на югоизток в хълмистата равнина на Брабант, а на юг – в Парижкия басейн.
Фламандската низина включва Морска и Вътрешна Фландрия. Морска Фландрия е ивица, разположена на 8 до 15 km от Северно море и заета главно от пясъчни дюни и полдери, защитени от морето с диги или отводнени с канали. Вътрешна Фландрия има надморска височина 25 до 90 m и се отводнява от реките Лейе, Схелде и Дендер, течащи на североизток към устието на Схелде.